# Аминов, Немат Аминович
Немат Аминович Аминов (узб. Neʼmat Aminov; 17 июля 1937, близ Бухары (ныне Ромитанский район, Бухарская область, Узбекистана) — 18 октября 2005, Ташкент) — узбекский и советский писатель

-сатирик, юморист, журналист, редактор. Народный писатель Узбекистана (1992).

## Биография
Сын кузнеца Амина Бобо Нуруллоба оглу. В 1959 году окончил историко-филологический факультет Бухарского педагогического института. Начинал свою трудовую карьеру диктором радиокомитета Бухары.
Занимался журналистикой. В 1961—1973 годах — главный редактор регионального радиовещательного комитета, ответственный секретарь и главный редактор журнала «Муштум» (1973—1995), заместитель главного редактора журнала «Шарк юлдузи» (1989—1991), руководитель республиканского Общественного центра духовности и просвещения (1995—1999).

## Творчество
Автор сатирических и юмористических произведений.
Первый сборник юмористических рассказов — «Дважды оплачиваемый престиж» вышел в свет в 1966 году. Позже, опубликовал «Сорок третий пёс» (1970), «Лабиховуз Хандалари» (1973), «Песнь о самолётах» (1984), «Борец без плеч» (1986) и «Кот-вор» (1987), «Смех» (1987), «Яллама-ёрим» (1988), «Сказки Чолболы» (1990), «Золото кузнеца» и другие сатирические и юмористические сборники.
В 1976—1983 годах написал юмористический роман «Из жизни Баширджона Зайнишева» по мотивам рассказов «Елвизак» и «Суварак», роман «Ложные ангелы» и др.
Многие рассказы писателя были переведены на урду, польский, болгарский, чешский, русский, украинский, белорусский, таджикский, туркменский, азербайджанский, грузинский, калмыцкий, монгольский, афганский, уйгурский языки.

## Награды
- Награждён Орденом «За бескорыстную службу» (2021, посмертно)[1]
- Награждён Орденом «Трудовой Славы» (1999).
- Народный писатель Узбекистана (1992).